# Horst Gundlach (Psychologe)
Horst Gundlach (* 1944 in Merseburg) ist ein deutscher Psychologe.

## Werdegang
Er wuchs in Hamburg und in Karlsruhe auf und studierte an den Universitäten Heidelberg und München Psychologie und Philosophie. 1969 wurde er in Heidelberg Diplom-Psychologe und promovierte dort 1973 zum Dr. phil. Das Thema seiner Dissertation lautete Reiz, zur Verwendung eines Begriffes in der Psychologie. Er wirkte zunächst am Psychologischen Institut in Heidelberg. 1982 wurde Horst Gundlach Assistent am Institut für Geschichte der neueren Psychologie an der Universität Passau. 1989 habilitierte er sich. Von 2008/09 bis zu seiner Pensionierung leitete er mit Armin Stock das Adolf-Würth-Zentrum für Geschichte der Psychologie an der Universität Würzburg. Nach seinem Ausscheiden aus dem aktiven Universitätsdienst ging er zurück nach Heidelberg. Einer seiner Forschungsschwerpunkte ist die Geschichte der Psychologie.
Horst Gundlach ist Mitglied der Deutschen Gesellschaft für Psychologie und der Gesellschaft für Wissenschaftsgeschichte.

## Werke (Auswahl)
- Inventarium der älteren Experimentalapparate im Psychologischen Institut Heidelberg sowie einige historische Bemerkungen, Heidelberg 1978.
- Inventarium der älteren Experimentalapparate im Psychologischen Institut Heidelberg sowie einige historische Bemerkungen, Heidelberg 1986.
- Entstehung und Gegenstand der Psychophysik, Berlin u. a. 1993.
- Untersuchungen zur Geschichte der Psychologie und der Psychotechnik, München-Wien 1996.
- Wilhelm Windelband und die Psychologie. Das Fach Philosophie und die Wissenschaft Psychologie im Deutschen Kaiserreich, Heidelberg 2017.
- Jochmann und seine Wiederentdecker – Werner Kraft, Wilhelm Kütemeyer, Walter Benjamin, in: Carl Gustav Jochmann – Spuren eines Spätaufklärers im 19. und 20. Jahrhundert (= Jochmann-Studien, 1), Heidelberg 2017, S. 63–69.